# Marc De Blander
Marc De Blander (Ninove, 8 juli 1959) is een Belgische voormalige langeafstandsloper, die gespecialiseerd was in de marathon.

## Loopbaan
De Blander won de marathon van Turijn (Maratona Internazionale di Torino) in 1982, toen deze voor de tweede keer dat jaar gehouden werd. Zijn persoonlijk record van 2:13.43 behaalde hij een jaar later bij de marathon van Londen. Hij kwam hier tot een zestiende plaats.
Verschillende keren stond hij op het podium bij de Belgische kampioenschappen marathon. Zo behaalde hij goud in 1981, zilver in 1982 en won hij brons in 1985.

## Titels
- Belgisch kampioen marathon - 1981

## Persoonlijke records
| Onderdeel | Prestatie    | Datum            | Plaats      |
| --------- | ------------ | ---------------- | ----------- |
| 25.000 m  | 1:17.35 (NR) | 2 september 1981 | Denderleeuw |
| 30.000 m  | 1:33.22 (NR) | 2 september 1981 | Denderleeuw |
| marathon  | 2:13.29      | 17 april 1983    | Londen      |

## Palmares

### 10 km
- 2001: 4e Cambrai - 32.10
- 2004:  St Laurent Blangy - 33.11

### halve marathon
- 1985: 4e halve marathon van Egmond - 1:11.05
- 1991: 22e Stramilano - 1:04.47
- 2001:  halve marathon van Douai - 1:10.41

### 25 km
- 1988:  Grindmerenloop in Wessem - 1:18.33

### marathon
- 1980: 4e BK AC in Willebroek - 2:13.50
- 1981:  BK AC in Antwerpen - 2:17.58
- 1981: 5e marathon van Tiberias - 2:20.05
- 1982: 4e Westland Marathon - 2:21.13
- 1982:  BK AC in Brussel - 2:22.07
- 1982:  marathon van Turijn - 2:14.57
- 1983: 16e marathon van Londen - 2:13.43
- 1984: 6e marathon van Rotterdam - 2:14.32
- 1984: 4e marathon van Amsterdam - 2:17.11
- 1984: 4e marathon van Montreal - 2:18.17
- 1985:  BK AC in Leuven - 2:17.33
- 1985:  marathon van Berlijn - 2:13.59
- 1985:  marathon van Milaan - 2:17.11
- 1987: 5e marathon van Bologna - 2:16.21
- 1987:  marathon van Reims - 2:16.55
- 1988: 5e marathon van Lille - 2:16.20
- 1989:  marathon van Berchem - 2:15.15
- 1990: 10e marathon van Sevilla - 2:20.34
- 1990: 9e marathon van Palermo - 2:17.11
- 1992: 5e marathon van Sevilla - 2:17.32
- 1992: 6e marathon van Madrid - 2:19.09
- 1995: 20e Westland Marathon - 2:33.56
- 1996: 20e Westland Marathon - 2:39.12

### veldlopen
- 1978: 23e WK U20 in Glasgow - 23.46
- 1986: 130e WK in Colombier - 37.59,7